# Sarcococca tonkinensis
Sarcococca tonkinensis är en buxbomsväxtart som beskrevs av François Gagnepain. Sarcococca tonkinensis ingår i släktet Sarcococca och familjen buxbomsväxter. Inga underarter finns listade i Catalogue of Life.